# Barbara Tucker
Barbara Tucker (nacida el 19 de marzo de 1967 en Brooklyn, Nueva York, EE. UU.) es una cantante afroamericana de R&B y Soul, compositora, promotora y coreógrafa.

## Biografía
Tucker creció y se formó dentro del ambiente gospel. Se destaca por sus actuaciones y "shows" en vivo en el que derrocha espectacularidad, energía, talento y originalidad, haciendo que cada uno de ellos sea un verdadero acontecimiento con nuevos sonidos, movimientos y descubrimientos.
Es cofundadora de "The Underground Network", la cadena de clubs nocturnos con más historia de Nueva York, donde es reconocida como un símbolo de la escena musical, que le ha abierto las puertas de la fama en todo el mundo. Constantemente se dedica a promover y potenciar "Underground Network" mediante tours, eventos y producciones de nuevos artistas, desde Tokio a Sídney, Chicago, Londres... Ella misma ha recorrido con sus actuaciones todo el mundo, siendo la impulsora y alma de "Berlin Dance Award" y "MTV Parties" 
Barbara ha estado de gira con y grabó coros para artistas de la talla de Moby, Cerrone, Pet Shop Boys, Dave Steward, Deee-Lite, Wyclef Jean, George Clinton, Reel 2 Real y Janet Jackson. También ha coreografiado y bailó con Shannon, C+C Music Factory, Jay Williams, Sabel, BWP, Johnny O, Jovann, Butch Quick, Soul System, y Too Nice.
Barbara es también la creadora junto a Erick Morillo del proyecto "B-Crew", que presentó a sí misma, Mone, Dajae y Ultra Naté para el que escribió la famosa "Party Feelin".
Ha trabajado con numerosos artistas, como Tommy Musto, Little Louie Vega (Dance Classics como "Beautiful People/Deep Inside", "Stay Together" y "I Get Lifted"), Lil Louis, Danny Tenaglia, M&S - London (temas Soulful como "Keep on loving you" y "Bring You Love"), Mood II Swing, Albert Cabrera (Formerly Latin Rascals), Erick Morillo ("Jazz it Up" y "Party Feelin"), Full Force, DJ Pierre ("Everybody Dance"), Whiplash y Turner ("Stop Playing with My Mind"), David Guetta (para su álbum debut Just a Little More Love, "Give Me Something" y "It's Allright")... 
Sus residencias, presencias y presentaciones (memorables en Space, Ibiza), no han hecho más que "reinternacionalizar" a esta auténtica "diva" de los escenarios.
Tucker consiguió meter una serie de seis canciones # 1 en el Hot Dance Club Songs, entre la década de 1990 y en el 2000, así como varios éxitos en el Reino Unido.

## Discografía

### Álbumes
- 2006: Love Vibrations

### Sencillos y colaboraciones
- 1990: "Open Your Heart (To Love)"
- 1994:
  - "Beautiful People" - #1 US Hot Dance Club Songs; #20 US Hot Dance Music Maxi; #23 UK
  - "I Get Lifted" - #1 US Hot Dance Club Songs; #33 UK

- 1995: "Stay Together" - #1 US Hot Dance Club Songs; #9 US Hot Dance Singles Sales; #46 UK

- 1996: "Keep on Lovin'You"

- 1997:
  - "Bring You Love"
  - Partay Feeling (B-Crew Feat. Barbara Tucker, Ultra Naté, Dajae, Moné)

- 1998: "Everybody Dance (The Horn Song)" - #1 US Hot Dance Club Songs; #37 US Hot Dance Singles Sales; #28 UK

- 2000: "Stop Playing With My Mind" (Barbara Tucker featuring Darryl D'Bonneau) - #1 US Hot Dance Club Songs; #25 US Hot Dance Singles Sales; #17 UK

- 2001: "Love's On Time"

- 2003:
  - "Let Me Be" (Morris T & Fjrmo feat. Barbara Tucker)

- 2005:
  - "You Want Me Back"
  - "Most Precious Love" (Blaze presents Uda featuring Barbara Tucker) - #44 UK
  - "Most Precious Love 2006" (Blaze featuring Barbara Tucker) (Freemasons  Remix) - #17 UK

- 2006:
  - "Stop The Pressure" (Newmu & Luca G con Barbara Tucker)

- 2007: "Love Vibrations" - #1 Hot Dance Club Songs

- 2008:
  - "One"  (con Peter Luts)
  - "One Desire" (con Tuccillo)

- 2009:
  - "Care Free"
  - "Feelin' Like A Superstar"[5][6][7]
  - Anticipation (con David Vendetta)

- 2012:
  - "Fly" (Djaimin & Oliver P Feat. Barbara Tucker)

- 2011:
  - "We Wanna Boogie" (The Winning Triplet vs. Andrea Paci con Barbara Tucker)
  - "R.E.S.P.E.C.T." (RLP feat. Barbara Tucker) - #94 DE
  - "Back 2 Love" (Tikyo Feat. Barbara Tucker & the B-Crew)
  - "Deeper in Love" (Bobby & Steve Ft. Barbara Tucker & Bryan Chambers)

- 2012:
  - "Love Keeps" (Yolanda Be Cool con Barbara Tucker)
  - "You Are My Disco" (One Night at Gay Village) (Giangi Cappai con Barbara Tucker)
  - "You Want Me Back" (2012 Remixes)
  - "Free to Be Loved" (Andrea Paci con Barbara Tucker)

- 2013:
  - "I Wanna Dance With Somebody" (Barbara Tucker & The Cube Guys)
  - "I Can't Wait" (Namy & Barbara Tucker)

- 2014:
  - "Can We Try" (Barbara Tucker & Rick Galactik)
  - "Needin' U" (Milk & Sugar feat. Barbara Tucker)